# Gordian Hettich
Gordian Friedrich Anton Gregorius Nicolaus Hettich, ab 1865 Ritter von Hettich (* 4. Mai 1825 in Furtwangen; † 4. Februar 1900 ebenda), war ein deutscher Unternehmer und Fabrikant.

## Herkunft und Kindheit
Gordian Hettich wurde 1825 als Sohn des Uhrenhändlers Gregorius Hettich (1786–1861) und dessen Ehefrau Gertrud Siedle geboren. Sein Vater Gregorius entstammte einer wohlhabenden Familie aus einem Nebenort von Furtwangen. Sein Großvater Antonius war ein industrieller Uhrmacher und seine Großmutter Helena geb. von Marck entstammte einem damals erloschenen Adelsgeschlecht.
Gordian wuchs in Furtwangen auf und wurde schon als Jugendlicher in die Arbeit seines Vaters eingespannt.
Hettich wurde um 1865 mit dem Deutschritterorden ausgezeichnet. Fortan nannte er sich auch Gordian Ritter von Hettich.

## Leben als Unternehmer
Gordian Hettich betrieb als junger Mann ein Warengeschäft in seinem Haus in Furtwangen. Später richtete er dort eine Uhrenpackerei und einen Uhrengroßhandel ein. Ab Ende der 1850er Jahre unterhielt Gordian einen Stand für Uhrenbestandteile an der Kurpromenade in Baden-Baden. Beliefert wurde Hettich unter anderem von den großen Uhrenfabrikanten Theodor Ketterer und Johann Baptist Beha.
Im Jahr 1854 wurde Hettich Teilhaber der Zifferblatt- und Blechschilderfabrik Dold & Hettich, die in Furtwangen ihren Hauptsitz hatte. Außerdem war er mit Mitbegründer der Badischen Uhrenfabrik. 1858 wurde Gordian Hettich in Villingen-Schwenningen für „sein Bemühen, geschmackvolle Uhren in den Handel zu bringen“ ausgezeichnet. Mit der Wiener Weltausstellung im Jahr 1873 gelang ihm sein Durchbruch als Fabrikant. Dort stellte er ein großes Sortiment an verschiedenen Uhren aus und erhielt großes ansehen. Er produzierte unter dem Pseudonym „Gordian Hettich Sohn“. Im Jahr 1880 übernahm der Sohn Gordians, Hermann Hettich das Familienunternehmen und führte dies im Sinne seines Vaters weiter.

### Auszeichnungen
- Um 1865  –  Deutschritterorden[1]
- 1873  – Industrielles Abzeichen der Wiener Weltausstellung
- 1884  – Verdienstmedaille des Großherzogtums Baden

## Familie
Hettich heiratete Anastasia Ganter (1830–1901), Tochter des Dichters und Malers Nikolaus Ganter und Nichte von Dionys Ganter. Aus dieser Ehe gingen folgende Kinder hervor:
- Hermann Hettich
- Hedwig Hettich (1860–1905) verheiratet mit Gustav Hummel